# مارك روبنسون (لاعب اتحاد الرغبي)
مارك روبنسون (بالإنجليزية: Mark Robinson)‏ هو لاعب اتحاد الرغبي نيوزيلندي، ولد في 17 يناير 1974 في Stratford, New Zealand ‏ في نيوزيلندا.